# Sappada
Sappada (kärntisk bayerska: Plodn, tyska: Pladen) är en ort och kommun i regionen Friuli Venezia Giulia i Italien och tillhörde tidigare även provinsen Udine som upphörde 2018.. Kommunen hade 1 306 invånare (2018).
Historiskt sett har Sapada dock tillhört Friulien. 2010 bad Sappada kommun att få tillhöra Friuli Venezia Giulia istället för regionen Veneto Enligt Italiens konstitution har kommuner belägna vid de autonoma regionernas gränser rätt att be om att få införlivas i grannregionen. I september samma år godkändes detta av regionalfullmäktige i Friulien. Kommuen införlivades i Udine från provinsen Belluno i Veneto den 16 december 2017. De båda olympiska mästarna på Längdskidor, Silvio Fauner och Pietro Piller Cottrer kommer från Sappada

### Fotnoter
1. ↑  ”Territorial features, Total area (Engelska)”. Istituto Nazionale di Statistica. 2019. http://dati.istat.it/. Läst 7 april 2020.
2. 1 2  ”Statistiche demografiche ISTAT”. demo.istat.it. 2018. Arkiverad från originalet den 14 januari 2018. https://web.archive.org/web/20180114115045/http://demo.istat.it/bilmens2018gen/index.html. Läst 7 april 2020.
3. ↑  ”Provincia di Udine”. tuttitalia.it. https://www.tuttitalia.it/friuli-venezia-giulia/provincia-di-udine/. Läst 7 april 2020.
4. ↑  ”Arkiverade kopian”. Arkiverad från originalet den 22 juli 2011. https://web.archive.org/web/20110722055942/http://www.udc-fvg.it/Mozioni/100607_MOZIONE_SAPPADA.pdf. Läst 17 december 2010.
5. ↑  ”Arkiverade kopian”. Arkiverad från originalet den 21 februari 2014. https://web.archive.org/web/20140221073853/http://www.ilgazzettino.it/articolo.php?id=127799&sez=NORDEST. Läst 8 februari 2014.
6. ↑  ”Sappada”. tuttitalia.it. 2016. https://www.tuttitalia.it/friuli-venezia-giulia/23-sappada/. Läst 9 november 2025.